# Közigazgatási eljárás
A közigazgatási eljárás a közigazgatási szervek jogszabályokban meghatározott és szabályozott eljárása. A közigazgatási hatósági eljárás általános szabályait 2018. január 1. napjától az általános közigazgatási rendtartásról szóló 2016. évi CL. törvény (Ákr.) szabályozza, amely mellett és számos területen tartalmaznak jogszabályok kiegészítő eljárási szabályokat is.

## A közigazgatási eljárás célja
A hatóság eljárása során döntésével az ügyfél jogát vagy kötelezettségét megállapítja, jogvitáját eldönti, jogsértését megállapítja, tényt, állapotot, adatot igazol vagy nyilvántartást vezet, illetve az ezeket érintő döntését érvényesíti.

## A közigazgatási eljárás alapelvei
Az az általános közigazgatási rendtartásról  szóló 2016. évi CL. törvény (Ákr.) I. Fejezete szól az alapelvekről és a törvény hatályáról. 

### Az alapelvek szerepe
A közigazgatási hatósági eljárásokban – összhangban az Alaptörvény XXIV. és XXVIII. cikkével – az eljárás minden résztvevője a rá irányadó szabályoknak megfelelően és az eljárás minden szakaszában az e fejezetben meghatározott alapelvek és alapvető szabályok érvényre juttatásával jár el.

### A jogszerűség elve
A közigazgatási hatóság (a továbbiakban: hatóság) jogszabály felhatalmazása alapján, hatáskörét a jogszabály keretei között, rendeltetésszerűen gyakorolva jár el.
A hatóság a hatásköre gyakorlása során
a) a szakszerűség, az egyszerűség, az ügyféllel való együttműködés és a jóhiszeműség követelményeinek megfelelően,
b) a törvény előtti egyenlőség és az egyenlő bánásmód követelményét megtartva, indokolatlan megkülönböztetés és részrehajlás nélkül,
c) a jogszabályban meghatározott határidőn belül, észszerű időben jár el.

### A hivatalbóliság elve
A hatóság a kizárólag kérelemre indítható eljárások kivételével hivatalból eljárást indíthat, a kérelemre indult eljárást jogszabályban meghatározott feltételek fennállása esetén folytathatja. Hivatalból állapítja meg a tényállást, határozza meg a bizonyítás módját és terjedelmét, valamint e törvény keretei között felülvizsgálhatja a saját és a felügyelete alá tartozó hatóság döntését és eljárását.

### A hatékonyság elve
A hatóság a hatékonyság érdekében úgy szervezi meg a tevékenységét, hogy az az eljárás valamennyi résztvevőjének a legkevesebb költséget okozza, és – a tényállás tisztázására vonatkozó követelmények sérelme nélkül, a fejlett technológiák alkalmazásával – az eljárás a lehető leggyorsabban lezárható legyen.

### Az ügyfélre vonatkozó alapelvek
Az ügyfél az eljárás során bármikor nyilatkozatot, észrevételt tehet.
A hatóság biztosítja
a) az ügyfél, továbbá
b) a tanú, a hatósági tanú, a szakértő, a tolmács, a szemletárgy birtokosa és az ügyfél képviselője (a továbbiakban együtt: eljárás egyéb résztvevője)
számára, hogy jogaikat és kötelezettségeiket megismerhessék, és előmozdítja az ügyféli jogok gyakorlását.

### A jóhiszeműség elve és a bizalmi elv
Az eljárás valamennyi résztvevője köteles jóhiszeműen eljárni és a többi résztvevővel együttműködni.
Senkinek a magatartása nem irányulhat a hatóság megtévesztésére vagy a döntéshozatal, illetve a végrehajtás indokolatlan késleltetésére.
Az ügyfél és az eljárás egyéb résztvevője jóhiszeműségét az eljárásban vélelmezni kell. A rosszhiszeműség bizonyítása a hatóságot terheli.

## Az ügyfél
Az ügyfél lehet természetes személy, jogi személy vagy egyéb szervezet, akinek (amelynek) jogát vagy jogos érdekét az ügy közvetlenül érinti, akire (amelyre) nézve a hatósági nyilvántartás adatot tartalmaz, vagy akit (amelyet) hatósági ellenőrzés alá vontak. Törvény vagy kormányrendelet meghatározott ügyfajtában megállapíthatja azon személyek és szervezetek körét, akik (amelyek) a jogszabály erejénél fogva ügyfélnek minősülnek.

## A hatóság döntései
Korábban a Ket., majd a helyébe lépő Ákr. a közigazgatási szerv döntéseit  forma szerint két csoportba sorolja:
- végzés
- határozat

A hatóság – a (4) bekezdésben meghatározott kivétellel – az ügy érdemében határozatot hoz, az eljárás során hozott egyéb döntések végzések.
Az ügyfelet megilleti a kérelmezett jog gyakorlása, ha a hatóság az ügyintézési határidőn belül mellőzi a határozathozatalt (jogszerű hallgatás). Jogszerű hallgatásnak van helye, ha
- a) automatikus döntéshozatali eljárásban intézhető ügyben törvény vagy kormányrendelet nem zárja ki,
- b) sommás eljárásban intézhető ügyben törvény vagy kormányrendelet így rendelkezik,
- c) teljes eljárásban törvény vagy kormányrendelet így rendelkezik, továbbá nincs helye függő hatályú döntés meghozatalának, és az ügyben nincs ellenérdekű ügyfél.[13]

A jogszerű hallgatás esetén a hatóság a megszerzett jogot rávezeti a kérelemre, és annak az ügyfél birtokában levő másolati példányára, vagy a hatóságnál levő példányról az ügyfél részére másolatot ad ki.
Ha az eljárás a jogszabályban meghatározott jogosultak pénzbeli ellátásának mérlegelés nélkül a jogszabályban meghatározott mértékre történő emelésére irányul, a hatóság mellőzi a
határozathozatalt.

## A közigazgatási eljárás fokozatai

### Elsőfokú eljárás
A közigazgatási eljárásban a hivatalból való eljárás elve érvényesül, így első fokon az alapeljárás is kérelemre vagy hivatalból indulhat meg. 
Az eljárás megindításáról az ügyfeleket a hatóságnak értesítenie kell.
A kérelemre indult eljárásban a hatóság a kérelmet érdemi vizsgálat nélkül is elutasíthatja, ha joghatóságának, hatáskörének vagy illetékességének hiányát állapítja meg, és a kérelem áttételének nincs helye, valamint a kérelem nem a megfelelő határidő betartásával érkezett be, illetve ha az már döntött ügyre vonatkozik vagy a kérelmet benyújtónak nem volt jogosultsága az adott kérelmet benyújtani. Érdemi vizsgálat nélkül utasítható el a kérelem akkor is, ha lehetetlen célra irányul.
Az érdemi döntés meghozatala előtt a hatóságnak kötelessége tisztázni a tényállást, amihez bizonyítási eljárást is lefolytathat, azaz tanúkat hallgathat meg, iratokat kérhet be, szakértői véleményt vehet igénybe, szemlét tarthat, illetve figyelembe veheti az ügyfél nyilatkozatát és a tárgyi bizonyítékokat is.
Az alapeljárás a döntéssel, azaz a határozat meghozatalával vagy az eljárás megszüntetésével ér véget, illetve jogszabály által megengedett esetekben lehetőség van arra is, hogy határozathozatal helyett az eljárás hatósági szerződés megkötésével érjen véget.

### Másodfokú eljárás
A legtöbb közigazgatási eljárás kétfokozatú, az első fokon eljáró közigazgatási szerv döntését fellebbezési eljárás  keretében a másodfokon eljáró szerv helybenhagyja, megváltoztatja vagy megsemmisíti. (Néhány speciális eljárás egyfokú, például a védjegy-lajstromozási vagy a szabadalmi eljárás). A jogerős (közigazgatási jogorvoslattal nem támadható) határozat tartalmával szemben bírói jogorvoslat kérhető, amelynek alapja az lehet, hogy az eljáró közigazgatási szerv nem a jogszabályok betartásával folytatta le az eljárást, például egy ügyfél véleményét nem kérte ki, akit ezáltal sérelem ért.

## Elektronikus ügyintézés
A Ket. határidőket jelöl meg az egyes közigazgatási eljárások (legalábbis bizonyos eljárási cselekmények) elektronikus úton, online intézésének bevezetésére. Az elektronikus ügyintézés feltételeit az illetékes közigazgatási szerv teremti meg.
Egyes közigazgatási eljárások ma már online is intézhetők. Magyarországon az egyes önkormányzatok hivatalos honlapja, vagy a magyarorszag.hu oldalon keresztül indíthatók egyes közigazgatási eljárások.

## Hatáskör és illetékesség
Országos jelentőségű, vagy nagyon speciális ügyekben általában országos illetékességű és hatáskörű szervek járnak el, például erőmű építésének engedélyezéséhez a Magyar Energia Hivatal engedélye szükséges. Helyi jelentőségű ügyekben általában az illetékes helyi önkormányzat jegyzője jár el, például egy családi ház építéséhez szükséges engedély kiadásakor.

### A hatáskör
Az adott ügyben az a közigazgatási szerv rendelkezik hatáskörrel, amelyet jogszabály az adott típusú ügy intézésére feljogosít és egyben kötelez. Kizárólagos hatáskör esetén a hatáskör csak egyetlen közigazgatási szervet illet meg. Hatáskör hiányában a megkeresett közigazgatási szerv köteles az eljárást megtagadni.

### Az illetékesség
Az azonos hatáskörrel rendelkező szervek közül a jogszabály jelöli ki, hogy melyik szerv járjon el. Több ilyen szerv közötti ütközés esetén a felettes szerv dönt.

## Főbb változások 2016. január  1-jétől
Az Országgyűlés 2015-ben módosította  Ket.-et. A jelentősebb új szabályok a következők: :
- meghatározott esetekben a hatóság a belföldi jogsegély iránti megkeresését kizárólag írásbelinek minősülő elektronikus úton vagy elektronikus levél útján küldheti meg, és a hatóságok egymás között kizárólag ily módon tarthatnak kapcsolatot egymással. (26. §)

- kérelemre induló eljárás esetén bevezeti a sommás eljárás fogalmát, mely akkor alkalmazható, ha
  - a) a kérelem és mellékletei, valamint a hatóság rendelkezésére álló adatok (ide értve az olyan adatokat is, amelyek szolgáltatására a kérelmező nem kötelezhető) alapján a tényállás tisztázott,
  - b) nincs ellenérdekű ügyfél és
  - c) az eljárásra irányadó ügyintézési határidő nem haladja meg a két hónapot, vagy a hatvan napot.

- Ha ezek a feltételek valamelyike nem áll fenn, a hatóság mellőzi a sommás eljárás alkalmazását és függő hatályú, vagy egyéb más döntést hoz. [29. § (1b)]

- A jövőben az ügyintézési határidő tekintetében a Ket. előírásaitól hosszabb idő esetén csak törvényi szinten lehet eltérni.

- A hatóság jogszerű hallgatása törvényi szintre emelkedik, továbbá a kérelmező javára ez a jogkövetkezmény alkalmazandó, ha a hatóság az ügyintézési határidőt elmulasztja döntéshozatal nélkül. A feltétel: ha az ügyfél kérelme jog megszerzésére irányul és ellenérdekű ügyfél az elsőfokú eljárásban nem vett részt, az ügyfelet megilleti a kérelmezett jog gyakorlása, ha a hatóság az előírt határidőben nem hoz döntést és a kérelmezett jog gyakorlásáról szóló rendelkezést tartalmazó függő hatályú döntés meghozatalának nem volt helye. [71. § (2) bekezdés]

- Az új 71/A. § szerint a  Ket. bevezeti a kérelemre indult eljárásban – a kérelem beérkezésétől számított 8 napon belül – a függő hatályú döntés fogalmát.

### Jogszabályok
- 2016. évi CL. törvény az általános közigazgatási rendtartásról (röv.: Ákr.)
- 2004. évi CXL. törvény a közigazgatási hatósági eljárás és szolgáltatás általános szabályairól (röv.: Ket.) – hatályon kívül.
- 1981. évi I. törvénnyel módosított és egységes szerkezetbe foglalt 1957. évi IV. törvény az államigazgatási eljárás  általános szabályairól (röv.: Áe.) – hatályon kívül.
- 1957. évi IV. törvény az államigazgatási eljárás általános szabályairól (röv.: Et.) – hatályon kívül.

### Szakirodalom a Ket.-hez
Bende-Szabó Gábor – Darák Péter – Dudás Ferenc – Kardkovács Kolos – Kaszainé Mezey Katalin – Kilényi Géza – Kovács László – Kozma György – Lomnici Zoltán – Madarász Gabriella – Patyi András – Petrik Ferenc – Tamás András: A közigazgatási eljárás szabályai I.-II. Kommentár a gyakorlat számára. (Szerk.: Petrik Ferenc) Harmadik kiadás. Budapest, HVG-Orac Lap-és Könyvkiadó Kft. 2009. (Pótlapos kiadvány.)
Bende-Szabó Gábor – Farkas Imre – Harsányi Zsolt – Ivancsics Imre – Kilényi Géza – Puss Lajos – Szittner Károly: A közigazgatási eljárási törvény kommentárja. (Szerkesztő – lektor: Kilényi Géza). Budapest, KJK-KERSZÖV Jogi és Üzleti Kiadó Kft. 2009. 520.
Bende-Szabó Gábor – Kilényi Géza – Szittner Károly: A közigazgatási eljárási törvény végrehajtási kormányrendeletei és magyarázatuk. (Szerk.: Kilényi Géza). Budapest, KJK-KERSZÖV Jogi és Üzleti Kiadó Kft. 2005. 84.
Back András – Boros Anita – Dantesz Péter – Lövétei István – Papp Zsigmond: Közigazgatási eljárásjog. Budapest, HVG-Orac Lap-és Könyvkiadó Kft. 2009. 567.
Balla Zoltán – Buzás Gábor – Rixer Ádám – Szilvásy György Péter: A közigazgatási hatósági eljárás és szolgáltatás általános szabályairól szóló törvény. Rejtjel, Budapest 2009. 292.
Tilk Péter: A közigazgatási hatósági eljárás és szolgáltatás általános szabályairól szóló törvény (példákkal, magyarázatokkal) I. Kommentár. 2. átdolgozott kiadás. Közigazgatás Módszertani Bt. Pécs, 2005, 242.
Tilk Péter: A közigazgatási hatósági eljárás és szolgáltatás általános szabályairól szóló törvény (példákkal, magyarázatokkal) II. Kommentár. 2. átdolgozott kiadás. Közigazgatás Módszertani Bt. Pécs, 2005, 186.
Vida Mária: Fogalomtár az új közigazgatási eljárási törvényhez. Budapest, HVG-Orac Lap-és Könyvkiadó Kft. 2006. 262.

### Világhálós források a Ket.-hez
Koi Gyula: A közigazgatási hatósági eljárás és szolgáltatás általános szabályairól szóló törvény (2007. szeptember)=https://web.archive.org/web/20131126091002/http://www.mta-jti.hu/koi.pdf
(Közigazgatási eljárás – magyarázatokkal). 

### Szakirodalom az Áe.-hez
Pákay Barnabás – Toldi Ferenc: Az államigazgatási eljárás általános szabályai. Budapest, 1957.
Kilényi Géza – Mészáros József – Mihály Lajos – Toldi Ferenc – Vágó László: Az államigazgatási eljárási törvény magyarázata. Közgazdasági és Jogi Könyvkiadó, Budapest 1976. 759.
Kilényi Géza: Az államigazgatási eljárás alapelvei. (Az eredményesség, a gyorsaság, az egyszerűség elve). Közigazgatási és Jogi Könyvkiadó, Budapest 1970. 354.
Fehér Zoltán – Németh Gyula – Pécsváradi János: Eljárási jog a közigazgatásban. Unió, Budapest 1994. 368.
Kozma György – Petrik Ferenc: Közigazgatási perek a gyakorlatban. Deák Ferenc Továbbképző Jogakadémia, Budapest 1994. 299.
Bauerné Polony Enikő – Kaszainé Mezey Katalin – Kozma György – Lomnici Zoltán – Petrik Ferenc: Közigazgatási perek 1990-1998. Közigazgatási döntvénytár. HVG-Orac, Budapest 1999. 487.

### Szakirodalom az Áe. előtti korszakhoz
Némethy Károly (összeáll.): A közigazgatási eljárás egyszerűsítése. A Belügyministerium Törvényelőkészítő Osztálya tagjainak közreműködésével összeállította:-- I.-II. Budapest, Pesti Könyvnyomda Részvénytársaság 1903. 178.+434.
Panajoth Gyula: Bizonyítás a magyar közigazgatási eljárásban. Budapest, Athenaeum 1911. 47.
Valló József: Közigazgatási eljárás. Budapest, 1937
Szitás Jenő: Közigazgatási eljárás. Budapest, 1939
Valló József: Törvénytervezet az általános közigazgatási rendtartásról indoklással. Budapest, 1942